# Kano (počítač)
Kano je udělej si sám „počítač navržený tak, aby pomohl lidem všech věkových kategorií sestavit si počítač od nuly, a naučit se základní programátorské dovednosti.“
Měsíc trvající kampaň na Kickstarteru, zahájená v listopadu 2013 získala více než 1 500 000 $ a pomohla zahájit masovou výrobu zařízení. Kano je největší učební vynález zafinancovaný pomocí crowdfundingu a čtvrtý nejvíce financovaný design projekt na Kickstarteru. Mezi přispěvateli byl také spoluzakladatel Apple, Steve Wozniak a spoluzakladatel Kickstarteru Yancey Strickler.

## Přehled

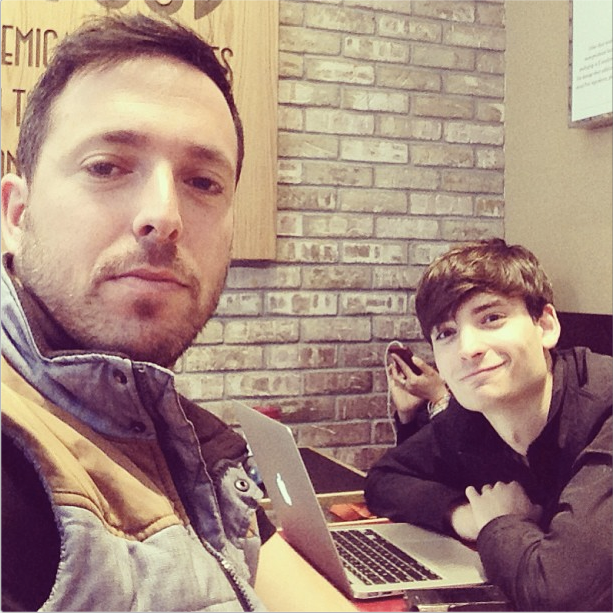
Zakladatelé Kano, Yonatan Raz-Fridman a Alex Klein

Zakladatelem Kano je spisovatel a výtvarník Alex Klein, venture kapitalista, Saul Klein a izraelský podnikatel Yonatan Raz-Fridman Alex a Saul jsou bratranci 
V listopadu 2012 se „Alex, Yonatan, a Saul snažili představit jak bude vypadat počítač pro příští generace“ „Chtěl vědět, jestli by bylo možné vytvořit počítačovou soupravu která bude zábavná natolik aby udržela pozornost dětí, ale dost chytrá, aby je něco skutečně naučila.“ Inspiraci čerpali od Saulova 6letého syna Mícha, který jim sdělil, že chce soupravu „tak jednoduchou a zábavnou jako Lego“.
Zakladatelé vybrali Kanō Jigorōa, tvůrce judo, protože eponym firmy, kvůli jeho proslulosti jako známého učitele a demokratizéra bojových umění.

## Počítačová sada

### Vývoj

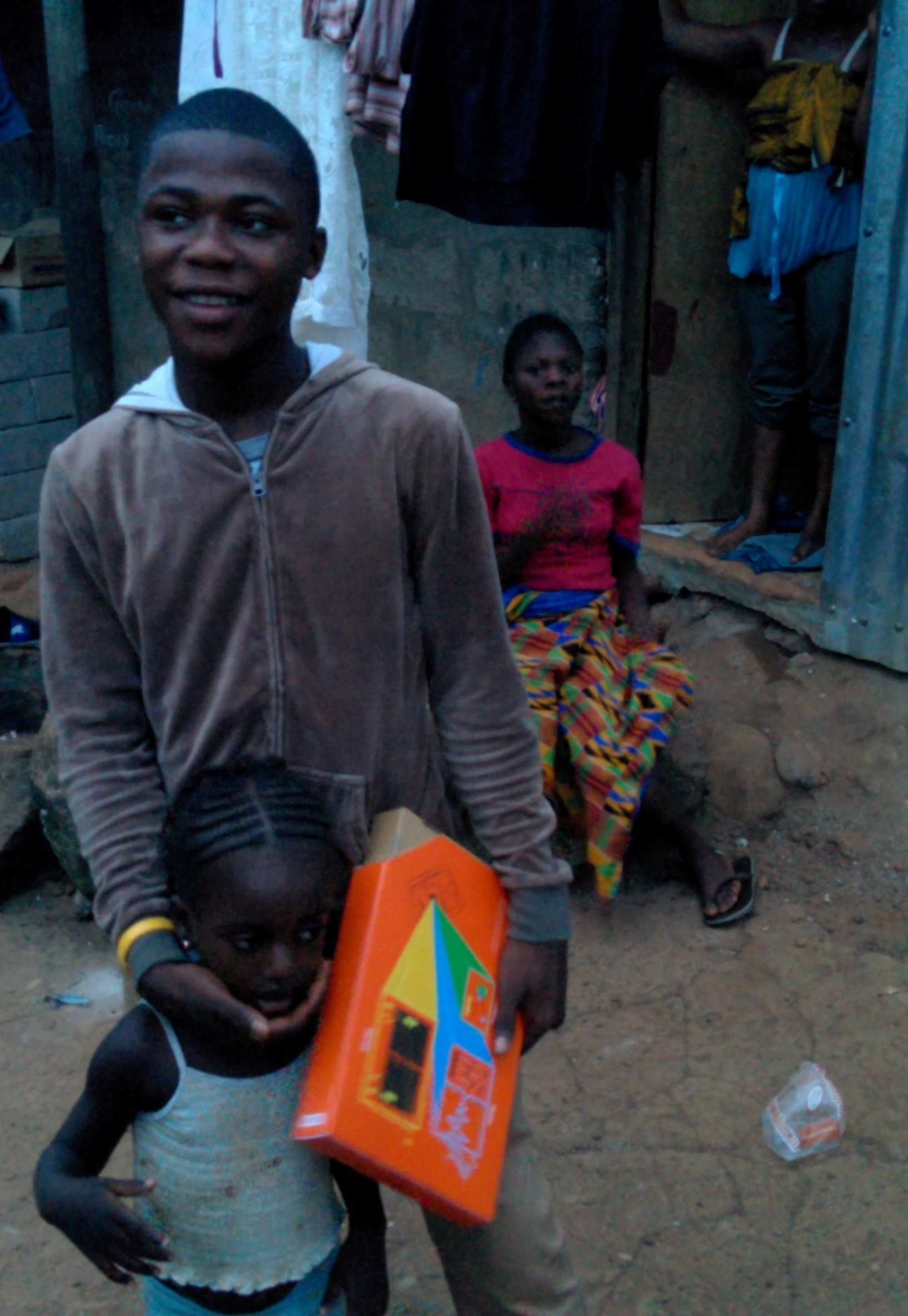
Samouk dospívající inženýr Kelvin Doe se svou počítačovou soupravou Kano v Sierra Leone

V lednu 2013, Yonatan Raz-Fridman a Alex Klein začal pracovat na prvním prototypu Kano, který kombinuje off-the-shelf komponenty s grafickými příběhy „s cílem učinit Raspberry Pi přístupnější“. Zakladatelé spolupracoval s Raspberry Pi a Codecademy, uspořádaly workshop s „rodiči, vychovateli a dětmi po celém světě.“ Představili sady do škol z nízko příjmových oblasti Londýna, kde studenti reagovali nadšeně.
Ve fázi vývoje, „Kano vyrobilo 200 sad a prodával je osobně v Londýnských školách a v některých velkých firmách … Firma použila své zdroje aby zlepšila design, vytvořila vlastní operační systém pro Raspberry Pi, hardwarové doplňky, a … plug-and-play design.“
Kano bylo testováno také v Africe v Jihoafrické republice, Keni a Sierra Leone. V Sierra Leone, Kano spolupracovalo se samoukem dospívajícím inženýrem Kelvinem Doem

### Technická specifikace
Kano kit „obsahuje vše potřebné k vybudování počítačového kromě obrazovky, zahrnuje Raspberry Pi, krabičku, bezdrátovou klávesnicí s trackpadem, kabely, Wi-Fi dongle, a dokonce i reproduktor“. Jednoduchá instruktážní příručka ukazuje uživateli, jak sestavit počítač podobným způsobem, „jako lego“.
Pro kódování složky kitu tým Kano vyvinul Kano OS, distribuci Debian GNU/Linuxu, stejně jako Kano blockly, open-source vizuální programovací jazyk, který může dávat výstup v Javascriptu a Pythonu a dalších jazycích. Na Kano OS uživatelé mohou provádět činnosti, jako je skládání hudby, streamování HD videa, přeprogramovat hry jako Pong a Minecraft, zpracovávat text a prohlížet webové stránky.
Podle Metro New York, „zařízení může plnit mnoho funkcí běžného notebooku - prohlížení webových stránek, korespondence - ale hlavní výzva spočívá ve výuce neodborníků o tom jak počítače pracují pod kapotou“.

Kano se spojilo s londýnskou kreativní poradní MAP. „Při práci na průmyslovém designu a na tom jak učinit kit více intuitivní a soudržný“.